# Fórmula V
Fórmula V (Fórmula Quinta) es un grupo madrileño de pop español formado en 1967, en su inicio por Paco Pastor (voz), Antonio Sevilla (batería), Mariano Sanz (bajo), José Villar «Chefo» (guitarra) y Joaquín de la Peña «Quino» (guitarra). En 1968, Chefo abandonó el grupo, siendo sustituido por Amador Flores «Chapete» (teclados)

## Biografía
En 1967 llegaba de Estados Unidos la música chicle con gente como The Archies o 1910 Fruitgum Company. Una música desenfadada que vendía millones de discos en todo el mundo y sin más pretensión que hacer bailar a los más jóvenes. Por esos días, componentes de dos grupos madrileños, Los Rostros, de la zona de Cuatro Caminos, y Los Jíbaros, del barrio de San Blas, se unen para formar Los Cambios. Se trata de un grupo de estilo indefinido que hacen versiones de grupos ingleses y norteamericanos de todo tipo. Pronto son contratados en el Club Palacete y después en Paraninfo donde tocan diariamente. Pepe Nieto (compositor y exbatería de Los Pekenikes) los descubre allí una tarde y regresa al día siguiente con la productora Maryní Callejo, que ya había trabajado con numerosos grupos, como Los Brincos, y que por encargo de Philips andaba buscando grupos que dieran el perfil de los americanos del chicle. Paco Pastor (cantante), Joaquín -Quino- de la Peña (guitarra solista), José Chefo (guitarra rítmica), Mariano Sanz (bajo) y Antonio -Tony- Sevilla (batería) son contratados inmediatamente y cambian su nombre por el de Fórmula V. Philips no para en gastos y lleva a los chicos a grabar su primer sencillo a Milán, con la orquesta de La Scala incluida. Aquel disco trae por una cara “Hoy es mi día de suerte”, compuesta por Pepe Nieto, y por la otra una versión de Dave Clark Five, “Vuelve a casa”.
Fórmula V y su primer disco se presentan en Madrid el 9 de enero de 1968. El fracaso es rotundo. A la carísima producción y promoción, el público responde comprando apenas unos cientos de discos. El grupo está a punto de separarse, de hecho Chefo abandonará el grupo ese mismo año y es sustituido por Amador-Chapete-Flores (órgano). Maryní Callejo encarga a José Luis Armenteros y Pablo Herrero, componentes de Los Relámpagos, que compongan canciones divertidas para reflotar el grupo y recuperar la inversión. El segundo sencillo sale en mayo de 1968 con “La playa, el sol, el mar, el cielo y tú” en la cara A. Se cuela entre los diez discos más vendidos de aquel verano y la fórmula comienza a funcionar.
Con los mismos compositores y la misma productora consiguen antes de que acabe el año su primer superventas absoluto con “Tengo tu amor”, que les pone ya en la senda del éxito y con el que van a definir un estilo inequívoco. Las canciones tienen la misma estructura, pero no suenan iguales. Se abren con un reclamo instrumental normalmente encomendado al órgano, siguen con una estrofa enérgica y culminan con un estribillo alegre cantado a coro. Después, un puente instrumental o vocal en el que el ritmo se ralentiza, vuelta a la estrofa y un final con un estribillo que se repite varias veces. Total: dos minutos y medio de música y cientos de miles de discos vendidos.
En 1969 los éxitos se suceden. Es el año de “Cuéntame”, que llegará al n.º 1 de las listas, y también el de “Cenicienta” que, sin alcanzar el puesto cabecero, venderá doscientas cincuenta mil copias aquel verano. En este año, en pleno crecimiento, tienen diversas apariciones promocionales como en la película "A 45 revoluciones por minuto", donde hacen referencia a ellos como Fórmula Cinco en lugar de Fórmula Quinta.
Ya en 1970, las ventas decrecen un tanto y, aunque sus discos se asoman al hit parade, no suelen pasar de la barrera del décimo puesto. En 1971, Fórmula V remonta el vuelo con temas como “Ahora sé que me quieres” y, al año siguiente, de nuevo reinan en playas, piscinas y verbenas con “Vacaciones de verano”, aunque alcanzar de nuevo el preciado n.º 1 sigue siendo para Fórmula V misión imposible.
Por fin, en 1973, el bombazo “Eva María”, del que venden alrededor de trescientos mil sencillos solo en España, les sitúa otra vez en la cabecera de los grupos nacionales. Aparecen en televisión casi todas las semanas, hacen docenas de galas muy bien pagadas y realmente el grupo está en la cresta de la ola. Todavía seguirán ahí el siguiente verano con “La fiesta de Blas”, que será su último número uno.
En el año 1975 el grupo empieza a dar muestras de agotamiento. Son ya siete años sin parar, con giras sudamericanas, más de sesenta actuaciones anuales, grabaciones, dos películas: "Un, Dos, Tres, Al Escondite Inglés" (1969), de Iván Zulueta, y “A 45 rpm” (1969), de Pedro Lazaga. Todavía tendrán otro sencillo de éxito aquel verano con “Carolina”, con el que se despedirán de un público fiel a una forma de hacer música sin complicaciones. En agosto de este año se reúnen en Palma de Mallorca los intérpretes de éxito en aquel verano. Allí, de forma inesperada para todos, en medio de su actuación, el grupo anuncia su próxima desaparición. En octubre cumplen sus últimos compromisos y Fórmula V pasa de forma elegante a la historia.
Al verano siguiente, Antonio Sevilla, batería del ya disuelto grupo, acude de nuevo, esta vez en solitario, a Palma de Mallorca para recoger uno de los premios conseguidos por su última canción “Carolina” el verano anterior. El público y los compañeros de profesión puestos en pie le ovacionan durante más de tres minutos mientras por el equipo suena a toda pastilla un potpurrí de sus éxitos. Es el final soñado para una carrera. Después, muchas presiones para el regreso del grupo, que, con sus componentes originales, jamás se produjo.
Atrás quedan unas cifras apabullantes: cuatro números uno de superventas, dos números uno en Los 40 Principales, once títulos en el top 5 de ventas y unas ventas que se calculan superiores a los dos millones de discos, contabilizando solo los vendidos en nuestro país.
De 1996 a 2001 colaboran con Los Diablos en el proyecto llamado  Fórmula Diablos, en 1997 sacan un recopilatorio con todos los garantes éxitos de Fórmula V - Los Diablos llamado  Fórmula Diablos grandes éxitos 1967 -1978. De 1996 a 2001 dieron muchos conciertos por toda la geografía española principalmente.
Fórmula V, muchas veces denostado por sus contemporáneos más puristas, se ha convertido, con el paso del tiempo, en el paradigma del pop alegre, divertido y sin otras pretensiones que un consumo rápido y masivo en fiestas juveniles. Gran parte de su triunfo se lo deben a Herrero y Armenteros, compositores de casi todos sus hits, y a Maryní Callejo, que supo darle un acabado pulido y aparentemente despreocupado a sus grabaciones. Otro secreto del éxito del grupo es su capacidad de seguir juntos, sin cambios. Siete años con los mismos componentes, tan solo rotos por las milis de Mariano y Quino. En ambos casos, el sustituto fue el guitarrista granadino, Paco Granados.

## Miembros

### Miembros originales (1967-1976)
- Paco Pastor (Paco) – Voz (1967–1975).
- Joaquín de la Peña (Kino) – Guitarra solista, Coros (1967–1975).
- Mariano Sanz (Mariano) – Bajo eléctrico, Coros (1967–1975).
- Antonio Sevilla (Tony) – Batería, Percusión (1967–1975).
- José Villar (Chefo) Guitarra (1967-1968)
- Amador Flores (Chapete) - teclados, Coros (1968–1975).
- Paco Granados (hermano del cantante Julián Granados), forma parte del grupo sustituyendo a Kino y Mariano durante el servicio militar de ambos.

### Miembros actuales (2002-2021)
- Nueva Fórmula V
  - Paco Pastor – Voz
  - Ángel Poncela (2002- 2021) – Teclados, Coros
  - Giani Scavini (2002- ) - Órgano Hammond, teclados
  - Emilio Sancho (2002- ) - Batería
  - Francisco Martín (2022- ) – Bajo eléctrico, Coros
  - Aarón López (2020- ) – Guitarra eléctrica, guitarra acústica, Coros

## Discografía

### Álbumes de estudio
- Busca un amor (1969)
- Adelante (1970)
- Fórmula V (1971)
- La fiesta de Blas (1974)
- Carolina (1975)
  - Otros
    - Mi día de Suerte es Hoy / Vuelve a Casa (Philips , 1968)
    - La Playa, el Mar, el Sol, el Cielo y Tú (Philips , 1968)
    - Tengo tu Amor (Philips , 1968)
    - Cuéntame Cuéntame (Philips , 1969)
    - Solo sin ti (Philips ,1969)
    - Busca un Amor (Philips , 1969)
    - Cenicienta Cenicienta (Philips , 1969)
    - Jenny Artichoke (Philips , 1970)
    - Tras de ti (Philips , 1970)
    - Dos Caminos (Philips , 1970)
    - Ahora sé que me Quieres / Un Mundo de Amor (Philips , 1971)
    - Sobre Diez Nueve Sobre Diez (Philips , 1971)
    - Vacaciones de Verano (Philips , 1972)
    - Monedas de Amor / Vive la Vida (Philips , 1972)
    - Eva María (Philips , 1973)
    - La Fiesta de Blas (Philips , 1974)
    - Loco, Casi Loco / La Jaula (Philips , 1974)
    - Carolina / Busca la Luz (Philips , 1975)

### Recopilatorios
- Eva María - Éxitos del Verano (Philips , 1973)
- Disco de oro (1975)
- Ayer y Hoy (Philips / Perfil , 1985)
- Grandes éxitos (Universal Music, 2002)

Doble CD recopilatorio con 40 grandes éxitos originales del grupo.
- Todo Formula V (2005)

Triple CD que constituye las obras completas del grupo. Constituye la publicación definitiva de la discografía de Fórmula V. Incluye las canciones grabadas en inglés y toda la discografía española completa. 46 Canciones de Fórmula V interpretadas por Nueva Fórmula V.

### Sencillos
- Mi día de suerte es hoy / Vuelve a Casa (1968)
- La playa, el mar, el sol, el cielo y tú (1968)
- Tengo tu amor (1968)
- Cuéntame (1969)
- Busca un amor / Tu amor, mi amor (1969)
- Cenicienta (1969)
- Jenny Artichoke (1970)
- Tras de ti (1970)
- Dos caminos (1970)
- Ahora sé que me quieres / Un mundo de amor (1971)
- Nueve Sobre Diez (1971)
- Vacaciones de verano (1972)
- Monedas de amor / Viva la vida (1972)
- Eva María (1973)
- La fiesta de Blas (1974)
- Loco, casi loco / La jaula (1974)
- Carolina / Busca la luz (1975)